# Dionisio di Lamptrai
Dionisio di Lamptrai (in greco antico: Διονύσιος?; Atene, ... – Atene, 205 a.C.) è stato un filosofo greco antico vissuto nel III secolo a.C..

## Biografia
Epicureo, scolarca del Giardino, prese il posto di Polistrato a capo della scuola nel 219 a.C. circa. Morì verso l'anno 205 a.C. dando così inizio allo scolarcato di Basilide.
Filodemo parla di lui in un frammento riguardo a un patto che avrebbe stipulato con Diotimo di Semachidai probabilmente per la successione allo scolarcato: